# 横浜市立釜利谷中学校
横浜市立釜利谷中学校（よこはましりつ かまりやちゅうがっこう）は、神奈川県横浜市金沢区釜利谷南にある市立中学校。

## 概要
1986年に横浜市内で139番目の中学校として開校。当時は区内の宅地造成が進み人口は右肩あがりで、1990年には校舎を増築している。校章には、県の木である「いちょう」の葉と釜利谷の丘にふさわしい「光」がデザインされている。

## 沿革
- 1984年（昭和59年）12月5日 - 金沢中学校に沢木谷方面校設立準備委員会を設置
- 1986年（昭和61年）
  - 3月27日 - 校舎・体育館完成
  - 4月1日 - 開校
  - 5月31日 - 校章、スクールバック制定
  - 9月26日 - 校旗制定
  - 10月1日 - 標準服制定
- 1987年（昭和62年）2月21日 - 校歌制定
- 1990年（平成2年）3月31日 - 校舎増改築完了
- 2004年（平成16年）4月1日 - ２期制に移行
- 2010年（平成22年）4月1日 - ３期制に再度移行
- 2014年（平成26年）7月11日 - 防災備蓄庫設置
- 2015年（平成27年）
  - 10月29日 - 横浜型弁当（ハマ弁）配布部屋設置工事
  - 10月30日 - 新調ジャージ・体操服披露

（出典：釜利谷中学校公式サイト（ホーム  >  学校紹介  > 沿革） ）

## 部活動

### 運動部
- 野球部
- バレーボール部
- 男子バスケットボール部
- 女子バスケットボール部
- サッカー部
- 硬式テニス部
- 卓球部
- バドミントン部
- 陸上競技部

### 文化部
- 吹奏楽部
- 美術部
- 演劇部
- 合唱部
- 将棋部

（出典：釜利谷中学校公式サイト（ホーム > 部活動） ）

## 交通アクセス
- 京急本線金沢文庫駅下車 徒歩25分
- 京浜急行バス「パークタウン東」下車 徒歩3分